# Щитомордник уссурійський
Щитомордник уссурійський (Gloydius ussuriensis) — вид змій родини гадюкових (Viperidae). Поширений у Південно-Східній Азії. Отруйна змія.
Донедавна щитомордника уссурійського розглядали як один із підвидів щитомордника східного (Gloydius blomhoffi).

## Опис
Змія середнього розміру до 73 см завдовжки. Довжина тіла (L. — довжина тіла від кінчика морди до клоаки) може сягати 68 см. Тулуб товстий, хвіст (L.cd.) короткий, до 8 см завдовжки. Голова велика, край морди злегка закруглений. Між оком і ніздрею є глибока термочутлива ямка. Зіниця ока вертикальна. Має парні трубчасті отруйні зуби на дуже рухомій верхньощелепній кістці.
Луска на тулубі з реберцями і двома апікальними порами. Навколо середини тулуба (Sq.) розташовано 21 ряд луски. Черевних щитків (Ventr.) 145—166, підхвостових (Scd.) — 37—51 пару. Анальний щиток 1.
Голова зверху вкрита великими симетричними щитками, які утворюють плаский щит. На голові луска утворює своєрідний гребінець. Міжщелепний щиток зверху ледь помітний. Довжина лобного щитка дещо більше за його ширину. Тім'яні щитки дуже великі, значно перевершують по довжині та ширині лобний. 
Спина має бурий, коричневий або темно-коричневий майже чорний колір. З боків хребта, з боків тулуба, за головою йде рядок еліптичних округлих плям, світліших всередині й облямованих темним кільцем. У середині кільця іноді помітно темну цятку. Еліптичні кільця на спині можуть зливатися. За межі з черевними щитками, від голови до анального отвору з боків тулуба йде рядок коричневих або чорних ромбічних плям. Черево сірого кольору з дрібними білими цятками в передній частині.

## Поширення
Вид поширений у Північно-Східному Китаї, в Кореї, південно-східних регіонах Росії. 

## Особливості біології
Вологолюбна змія. Дуже добре плаває. Населяє береги річок, болота, не уникає рисових полів. Дотримується відкритих просторів, вкритих травою або чагарником ліщини, верболозу. Трапляється на висоті до 1300 м над рівнем моря.
Вихід із зимівлі відбувається з кінця березня до кінця травня. На зимівлю йде в жовтні — на початку листопада. Нерідко зимує в значних скупченнях змій, у тому числі інших видів. 
Належить до яйцеживородних змій. Парування відбувається в квітні — травні. У вересні — на початку жовтня самиця народжує 4—11 дитинчат довжиною 15—18 см.
Це досить отруйна змія. У складі отрути переважають гемотоксини, що діють на кровотворну систему, викликають крововилив, тромбози і в підсумку великі некрози. Присутня також частка нейротоксинів, які діють на нервову систему, викликаючи параліч дихального центру та інших нервових вузлів.
Харчується переважно жабами, рибою, вкрай рідко дрібними ссавцями.

## Охорона
Стан більшості природних популяцій виду в межах ареалу залишається більш-менш стабільним. Саме тому він, згідно Червоного списку МСОП, отримав охоронний статус «відносно благополучний вид».